# Hervé Falciani
Hervé Falciani né le 9 janvier 1972 à Monte-Carlo, à Monaco, est un ingénieur système, lanceur d'alerte franco-italien. Il collabore activement avec la justice de nombreux pays depuis 2009 et a livré des informations provenant de la banque HSBC concernant plus de 130 000 comptes bancaires en Suisse appartenant à des évadés fiscaux présumés (affaire des évadés fiscaux). Il a obtenu ces informations lorsqu'il travaillait au sein de la filiale suisse de la banque HSBC,.

## Biographie

### Jeunesse
Fils d'un banquier, il a grandi à Monte-Carlo et étudié au Sophia Antipolis Technology Park.

### HSBC
Il rejoint la branche ingénierie de la filiale suisse de HSBC à Genève entre 2001 et 2008. En 2006, il réorganise la base de données de l'organisation afin d'améliorer la sécurité. C'est alors que Falciani se rend compte que la façon dont les données sont traitées chez HSBC favorise l'évasion fiscale. Il propose un nouveau système, lequel est rejeté par ses supérieurs.

### Fraude fiscale et listings HSBC
Après la réaction de HSBC, et parce qu'il considère être face à « une violation systématique des droits fondamentaux des citoyens par le retranchement de fonds qui devraient être affectés à l'intérêt général », Falciani recueille pendant deux ans des preuves de fraudes fiscales potentielles impliquant 130 000 personnes. Falciani tente de rendre l'information accessible aux autorités judiciaires suisses, mais en vain. Cette affirmation est corroborée par des procureurs français.
Selon Hervé Falciani, pour amener le procureur suisse à s'intéresser à ce dossier, il décide d'activer, grâce à un subterfuge, le système d'alerte à la disposition des employeurs financiers suisses, l'Association suisse des banquiers (Swissbanking), en lien direct avec le gouvernement. Falciani s'est donc rendu à Beyrouth dans une filiale de HSBC, où il rencontre un personnage en contact direct avec les gestionnaires. Sous une identité d'emprunt, il fait, à dessein d'après lui, cette proposition : offrir un système inédit d'extraction des données des clients de la banque. Le gestionnaire, perplexe, réagit comme le souhaite Falciani : en alertant les autorités suisses, lesquelles ouvrent une enquête pour espionnage industriel. Falciani paye son billet d'avion avec son propre compte HSBC afin que les autorités puissent suivre sa trace. 
Cette version est mise en cause dans un article du journal suisse Le Matin, selon lequel Falciani aurait proposé à plusieurs banques libanaises, dont la banque Audi, de leur vendre le fichier clients de HSBC. Celles-ci auraient refusé la proposition, et la banque Audi aurait alerté l'Association suisse des banquiers. Le 22 décembre 2008, Falciani est arrêté, interrogé et libéré,,. Il s'est ensuite enfui en France, où il est arrêté en janvier 2009, ce qui pousse la justice suisse à émettre un mandat d'arrêt international contre lui. Les autorités suisses demandent à la France de perquisitionner chez ses parents à Castellar où il est domicilié, et de saisir l'ordinateur portable utilisé pour envoyer les fichiers. À la suite de cette investigation, le procureur de Nice, Éric de Montgolfier, ouvre sa propre enquête, non pas contre Falciani, mais contre les auteurs présumés de fraude fiscale figurant sur la liste. Une collaboration internationale commence avec diverses autorités judiciaires et est toujours en cours. La liste Falciani créé un incident diplomatique entre la Suisse et la France. Cette dernière accepte finalement de restituer les données, mais seulement après que le contenu en soit examiné.
Falciani se rend ensuite en Espagne, suivant les conseils de membres du gouvernement américain, parce qu'« il serait facile pour quelqu'un de payer pour tenter de le faire assassiner ». À son arrivée à Barcelone en juillet 2012, il est arrêté en raison du mandat d'arrêt international suisse.
Il est mis en détention à la prison de Valdemoro (Madrid), le temps que l'Audience nationale décide de son extradition ou non vers la Suisse. Le 18 décembre 2012, l'Audience nationale l'a libéré provisoirement et ce dans des conditions de sécurité maximales : huit gardes du corps et port d'un gilet pare-balles. Falciani reste caché en Espagne sous une sécurité maximale apportée par un système de protection financé par l'ONU.
Enfin, le 8 mai 2013, Falciani est définitivement libéré. L'Audiencia Nacional, compte tenu de la collaboration continue entre les tribunaux espagnols et français, décide de ne pas l'extrader, étant donné qu'il a fourni des informations démontrant des « activités suspectées d'enfreindre les lois et même constitutives d'infractions pénales. » Il n'existe en Espagne aucun équivalent juridique au secret bancaire, et le secret commercial des technologies de l'information ne peut pas être utilisé pour cacher des activités illicites.
Le 4 avril 2018, Hervé Falciani est arrêté à nouveau par la police espagnole dans les rues de Madrid alors qu'il se rend à une conférence. La police espagnole précise qu'« il était visé depuis le 19 mars par un mandat d'arrêt international pour son extradition, émis par les autorités suisses, pour qu'il purge une condamnation à une peine de prison ferme de cinq ans » pour « espionnage économique ». Ses soutiens craignent un échange contre des dirigeants catalans réfugiés en Suisse. Il est libéré le lendemain mais placé sous contrôle judiciaire.

## Activité politique
Il se lance en politique en Espagne, aux côtés du « Parti X - Le parti du futur », directement issu du Mouvement des Indignés. À la suite d'une élection par les militants sur Internet, il est tête de liste aux européennes de 2014. Le mouvement échoue cependant à avoir un élu, n'obtenant que 0,64 %, le vote des Indignés étant majoritairement capté par Podemos (7,97 %).
En février 2015, Pablo Iglesias annonce que le lanceur d'alerte participera à la rédaction du programme de Podemos. Falciani rappelle cependant qu'il est prêt à travailler avec tout politique de bonne volonté. C'est ainsi qu'en France, on le voit donc aussi bien aux côtés de la députée européenne écologiste Eva Joly que du député souverainiste Nicolas Dupont-Aignan. Il tient un discours à la tribune du congrès du mouvement Debout la France en octobre 2014.

## Controverses
Hervé Falciani déclare s'être fait enlever par des agents du Mossad (services secrets israéliens) à Genève. D'après Falciani, ceux-ci recherchaient des informations bancaires concernant des clients ayant des liens avec le Hezbollah.
Il déclare avoir été motivé à agir pour dénoncer les « attaques » de la Suisse envers le système fiscal d'autres pays. HSBC, de son côté, réfute cette explication ainsi que la nature de « lanceur d'alerte » que revendique Hervé Falciani, l'accusant d'avoir volé ces données en vue de les vendre et de rechercher un profit personnel. La banque s'appuie sur le fait qu'il n'a commencé à coopérer avec les autorités qu'une fois emprisonné en Espagne.
Falciani affirme faire partie d'un mystérieux groupe transnational, « le réseau », ayant pour objectif de « combattre l’évasion fiscale »[source insuffisante].
Il est décrit dans certains portraits comme une personnalité « mythomane », « opportuniste » et « manipulatrice »,.
En novembre 2015, le tribunal fédéral de Bellinzone le condamne par contumace à 5 années de prison pour « service de renseignements économiques ». Cette condamnation est aujourd'hui devenue définitive, Hervé Falciani n'ayant pas interjeté appel contre ce jugement, a indiqué mardi 17 mai la cour de première instance dans un communiqué. Le service de renseignements économiques en droit suisse est de l'espionnage économique, ce qui interdit à Falciani de revendiquer le statut de lanceur d'alertes .

## Divers
Il a aussi porté le pseudonyme de Ruben Al-Chidiack, et a été croupier de casino de 1992 à 2000, puis marié deux fois, et père d’une petite fille. 
On lui prête une relation qu'il nie avec Georgina Mikhael, une femme franco-libanaise, qu’il aurait connue pendant deux ans ; elle l'accuse en 2013 de manipulation et de vol de données.

## SwissLeaks
Les révélations issues des données fournies par Falciani ont été par la suite étendues par celles de l'affaire dite SwissLeaks.

## Publication
- Séisme sur la planète finance. Au cœur du scandale HSBC, Paris, Éditions La Découverte, coll. « Cahiers libres », 2015, 250 p.  (ISBN 978-2-7071-7729-2)